# 亞歷山大·亞歷山德羅維奇·馬爾琴科
亚历山大·亚历山德罗维奇·马尔琴科（羅馬化：Oleksandr Oleksandrovych Marchenko；1965年1月14日—2022年3月7日），呢称石匠（Каменяр），乌克兰政治人物。曾在2014年至2019年担任最高拉达议员。2014年，他加入第72机械化旅投身頓巴斯戰爭抵抗俄羅斯的入侵。2022年3月6日，他在俄罗斯全面入侵乌克兰期间为了抵御俄军入侵期間在基辅战役中阵亡，享年57岁。